# Costanzo Felici
Costanzo Felici (Piobbico, 1525 – Pesaro, 1585) è stato un botanico e naturalista italiano.

## Biografia
Figlio di Felice, nella sua giovinezza visse a corte dei Brancaleoni a Piobbico e compì ricerche naturalistiche. 
Note sono le sue lettere all'amico Ulisse Aldrovandi. Scrisse un trattato in forma di lettera che è un catalogo ragionato di tutte le piante commestibili, spontanee e coltivate. In quell'epoca la figura di naturalista non era separata da quella di medico, essendo spesso le cure basate su piante e altri prodotti naturali, animali e minerali.
In suo onore il comune di Piobbico ha istituito il premio Costanzo Felici che consiste nella riproduzione del Cammeo Amore e Psiche, sul quale il medico Felici si era espresso nella sua opera letteraria sulla avifauna; tra i premiati vi sono stati personaggi del calibro di Antonino Zichichi, Gabriele La Porta, Giorgio Celli e Margherita Hack.
Non va confuso con l'omonimo zio paterno giureconsulto e letterato, nato a Urbania.

## Opere
- Il calendario ouero Ephemeride historico, Doue transcorrendo per li dodici mesi dell'anno ogni giorno si può trouare molte notabil cose successe al mondo & fatti degni & nascimenti d'huomini illustri & de christiani, coli santi, come altri raccolti tanto dall'historia ecclesiastica, quanto profana & gentile, diuisa in due parti di sei in sei mesi, In Urbino, appresso Battista de' Bartoli vinitiano, 1577.
- Trattato del grand'animale o gran bestia, così detta volgarmente, & delle sue parti e facultà, e di quelle del ceruo, che seruono a' medici, d'Apollonio Menabeni medico e filosofo & del medemo del ceruo rangifero e del gulone, dalla latina tradotto nell'italiana lingua da m. Costanzo Felici  medico & da lui aggiunto in molti luochi. Et del medemo m. Costanzo Delle virtù & proprietà del lupo, In Rimino, per Gio. Simbeni & compa., 1584.
- Del'insalata e piante che in qualunque modo vengono per cibo dell'homo, a cura di Guido Arbizzoni, Urbino, Quattro venti, 1986.
- Passatempi e capricci. Le olive e i funghi, gli uccelli e il lupo nei trattati di Costanzo Felici, [a cura di] Giorgio Nonni, Urbino, Quattroventi, 2005.
- Il trattatello sui funghi di Costanzo Felici da Piobbico (XVI secolo), a cura di Giorgio Nonni, Fano, Metauro, 2015.
- Il trattatello sulle olive di Costanzo Felici da Piobbico (XVI secolo), a cura di Giorgio Nonni, Fano, Metauro, 2015.